# Giorgio William Vizzardelli
Giorgio William Vizzardelli (Francavilla al Mare, 23 agosto 1922 – Carrara, 11 agosto 1973) è stato un serial killer italiano.
Noto anche come il mostro di Sarzana, compì i primi delitti all'età di quattordici anni, uccidendo a colpi di pistola il rettore e, nella fuga, il guardiano della scuola che frequentava. Condannato, ancora minorenne, all'ergastolo, è tuttora ricordato come l'autore di uno dei delitti più efferati del Ventennio.

## Biografia
Giorgio William Vizzardelli nacque a Francavilla al Mare nel 1922.

### I delitti
La sera del 4 gennaio 1937, il rettore del Collegio delle missioni di Sarzana, don Umberto Bernardelli, si trovava nel suo ufficio, quando gli si presentò davanti un uomo dal volto coperto e armato di pistola; il sacerdote prese da un cassetto del denaro per consegnarglielo, ma venne ucciso con tre colpi di pistola; il rumore degli spari fece accorrere due collegiali di quindici anni che si trovavano lì vicino. I due incrociarono l'assassino in fuga che, avvistandoli, aprì il fuoco contro di loro, ferendone uno. Ripresa la fuga, si imbatté nel portiere del collegio, don Andrea Bruno, che si stava recando a controllare cosa succedesse. Bruno venne centrato da alcuni colpi dopo aver intimato all'assassino di fermarsi; questi riuscì a fuggire e Bruno, prima di morire, poté solo dire ai soccorsi che conosceva l'assassino, ma non ne ricordava il nome. L'assassino tornò a casa e si comportò normalmente, come se non fosse accaduto nulla.
Le indagini si concentrano inizialmente sulla vita privata della prima vittima, sulla quale giravano in paese voci su una presunta passione per le donne. Tali indagini portarono a uno studente universitario, Vincenzo Montepagani, assunto come insegnante da Bernardelli, che però lo aveva più volte rimproverato per lo scarso impegno; inoltre la corporatura del ragazzo corrispondeva alla descrizione dell'assassino in fuga fornita dai testimoni. Essendo anche privo di un alibi, tre settimane dopo il crimine Montepagani fu accusato del duplice omicidio; dopo diciotto mesi di detenzione venne prosciolto grazie ad alcuni testimoni e risarcito personalmente da Benito Mussolini.
Il 20 agosto 1938 vennero rinvenuti, nei pressi di Sarzana, altri due cadaveri: Livio Delfini, un barbiere di vent'anni, e Bruno Veneziani, un tassista trentacinquenne. Pochi mesi dopo, venne commesso un quinto omicidio, avvenuto il 28 dicembre quando venne ucciso con un'ascia il guardiano dell'ufficio del registro di Sarzana, Giuseppe Bernardini. Durante le indagini fu scoperto che la cassaforte nell'ufficio era stata aperta con la chiave, in possesso del solo direttore, Guido Vizzardelli, il quale la consegnò alla polizia, che verificò su di essa la presenza della stessa sostanza appiccicosa trovata sull'ascia. Venne quindi perquisita la casa di Vizzardelli: in cantina furono trovate bottiglie vuote e anch'esse appiccicose, che risultarono usate da Giorgio William, figlio del direttore, che come hobby distillava liquori.
Le indagini sul ragazzo, studente proprio presso il Collegio delle missioni, portarono a scoprire che un giorno sul finire del 1936 era stato sgridato da don Bernardelli. Interrogato, dopo poche ore confessò di avere ucciso don Bernardelli per il rimprovero ricevuto; confessò anche di aver ucciso il barbiere Livio Delfini perché questi, venuto a sapere della sua colpevolezza, lo ricattava; per ucciderlo gli aveva raccontato di avere del denaro nascosto in una località poco lontana, dove i due giunsero noleggiando un'auto guidata da un autista; qui aveva poi ucciso entrambi, il primo per porre termine al ricatto, e il secondo in quanto testimone; confessò infine anche l'omicidio di Bernardini, ucciso perché lo aveva scoperto a prelevare i soldi nella cassaforte con la chiave presa al padre, soldi presi per poter fuggire negli Stati Uniti.
Vizzardelli venne quindi arrestato il 4 gennaio e, dopo il processo, condannato all'ergastolo il 23 settembre 1940, evitando la pena di morte perché ancora minorenne. La sentenza venne confermata in appello a gennaio 1941.
Nel 1944 i giornali riportano la fantasiosa notizia della sua avventurosa evasione e del suo arruolamento nelle Brigate nere, con tanto di cattura ed uccisione per mano dei partigiani sul Monte Antola.
In carcere studiò diverse lingue e tradusse alcune opere letterarie, fino al 29 luglio 1968, quando ottenne la grazia dal Presidente della Repubblica Giuseppe Saragat.
Stabilitosi a Carrara, presso l'abitazione della sorella, si suicidò cinque anni dopo, nel 1973, tagliandosi la gola con un coltello da cucina.

## Vittime
- Umberto Bernardelli, 4 gennaio 1937[2][3]
- Andrea Bruno, 4 gennaio 1937[2][3]
- Livio Delfini, 1938[2][3]
- Bruno Veneziani, 1938[2][3]
- Giuseppe Bernardini, 29 dicembre 1938[2][3]